# Alexandr Jeruzalémský
Alexandr Jeruzalémský, řecky Αλέξανδρος Ιεροσολύμων († 251, Caesarea Maritima) byl v letech 213-251 jeruzalémským biskupem, respektive biskupem Ælia Capitolina. Zemřel jako mučedník. Katolická a pravoslavná církev jej uctívají jako světce.

## Život
Alexandr byl jedním z příznivců teologa Órigena v jeho sporu s alexandrijským biskupem Démetriem, který Órigena kritizoval za to, že kázal v Césareji, aniž byl vysvěcen na kněze. Alexandr namítal, že v jeho kraji je kázání laiků běžnou praxí. Alexandr založil jeruzalémskou knihovnu, z níž čerpal pak Eusebios z Kaisareie při psaní svého spisu Historia ecclesiastica. Ve velmi pokročilém věku se Alexandr stal obětí Deciova pronásledování křesťanů. Zemřel zakován v řetězech ve vězení v Césareji.
Alexandr je uctíván jako světec. Katolická církev slaví jeho památku 18. března, východní církve pak 22. prosince.